# 19e étape du Tour de France 2019
Pour un article plus général, voir Tour de France 2019.
La 19e étape du Tour de France 2019 se déroule le vendredi 26 juillet 2019 entre Saint-Jean-de-Maurienne et le col de l'Iseran. Elle permet au Colombien Egan Bernal de revêtir le maillot jaune.
L'arrivée était initialement prévue à Tignes pour une distance totale de 126,5 km, mais à la suite d'un violent orage de grêle autour de Val-d'Isère, la route devient impraticable et l'étape est arrêtée par les commissaires alors que les coureurs de tête se trouvent dans la descente du col de l'Iseran, une première sur une étape en ligne dans l'histoire du Tour de France. Les temps pour le classement général sont pris au sommet de l'Iseran, et aucun vainqueur d'étape n'est désigné.

## Parcours
La première partie est composée de trois côtes pour se mettre en jambes avant l'ascension du col de l'Iseran (7,4 km à 7 %, classé en hors-catégorie).

## Déroulement de la course
L'étape commence très rapidement, avec un peloton étiré. Des coureurs comme Kwiatkowski, Bardet ou Gaudu sont distancés avant même la première montée majeure. Et coup de théâtre, juste après Modane, Thibaut Pinot consulte la voiture médicale. Souffrant d'une lésion musculaire, il continue sur plusieurs kilomètres dans la montée d'Aussois, mais il est contraint d'abandonner le Tour alors qu'il était cinquième au classement général à 20 secondes de Bernal et que beaucoup le voyaient capable de remporter ce Tour de France. Devant, la course continue avec une trentaine de coureurs qui se sont extirpés du peloton, mais leur avance reste faible à cause du rythme des Ineos. Les premières rampes du col de l'Iseran ont raison de l'échappée, qui est presque totalement reprise, puis Egan Bernal attaque à 5 km du sommet. Il rejoint d'abord les derniers membres de l'échappée avant de les dépasser et de creuser un écart important sur Alaphilippe, qui perd virtuellement le maillot jaune. Geraint Thomas place ensuite une attaque, rejoint par Kruijswijk et Buchmann, ce qui va totalement isoler Alaphilippe. Au sommet de l'Iseran, Bernal a 1 minute d'avance sur Thomas, et 2 minutes 9 secondes sur Alaphilippe.
L'arrivée de l'étape était prévue à Tignes. Toutefois, un violent orage de grêle intervient alors que les coureurs effectuent l'ascension du col de l'Iseran, rendant la route d'accès à la station impraticable. En urgence, les commissaires décident de l'arrêt de l'étape alors que les hommes en tête descendent le col de l'Iseran, à quelques kilomètres de la route sinistrée. C'est la première fois dans l'histoire du Tour qu'une étape en cours est arrêtée. Il a été décidé de retenir les temps pour le classement général au sommet de l'Iseran. 
Cette décision controversée avantage Egan Bernal, qui dépossède Alaphilippe de son maillot jaune. Aucun vainqueur d'étape ni de combatif du jour n'est désigné.

## Résultats

### Classement de l'étape
| Classement de la 19e étape arrêté au col de l'Iseran | Classement de la 19e étape arrêté au col de l'Iseran | Classement de la 19e étape arrêté au col de l'Iseran | Classement de la 19e étape arrêté au col de l'Iseran | Classement de la 19e étape arrêté au col de l'Iseran |
|                                                      | Coureur                                              | Pays                                                 | Équipe                                               | Temps                                                |
| ---------------------------------------------------- | ---------------------------------------------------- | ---------------------------------------------------- | ---------------------------------------------------- | ---------------------------------------------------- |
| 1er                                                  | Egan Bernal                                          | Colombie                                             | Ineos                                                | en 2 h 40 min 31 s                                   |
| 2e                                                   | Simon Yates                                          | Royaume-Uni                                          | Mitchelton-Scott                                     | + 13 s                                               |
| 3e                                                   | Warren Barguil                                       | France                                               | Arkéa-Samsic                                         | + 40 s                                               |
| 4e                                                   | Laurens De Plus                                      | Belgique                                             | Jumbo-Visma                                          | + 58 s                                               |
| 5e                                                   | Steven Kruijswijk                                    | Pays-Bas                                             | Jumbo-Visma                                          | + 58 s                                               |
| 6e                                                   | Geraint Thomas                                       | Royaume-Uni                                          | Ineos                                                | + 58 s                                               |
| 7e                                                   | Emanuel Buchmann                                     | Allemagne                                            | Bora-Hansgrohe                                       | + 58 s                                               |
| 8e                                                   | Vincenzo Nibali                                      | Italie                                               | Bahrain-Merida                                       | + 58 s                                               |
| 9e                                                   | Rigoberto Urán                                       | Colombie                                             | EF Education First                                   | + 58 s                                               |
| 10e                                                  | Mikel Landa                                          | Espagne                                              | Movistar                                             | + 58 s                                               |
| modifier                                             |                                                      |                                                      |                                                      |                                                      |

### Points attribués
| Sprint intermédiaire Bessans (km 68,5) | Sprint intermédiaire Bessans (km 68,5) | Sprint intermédiaire Bessans (km 68,5) | Sprint intermédiaire Bessans (km 68,5) | Sprint intermédiaire Bessans (km 68,5) |
| -------------------------------------- | -------------------------------------- | -------------------------------------- | -------------------------------------- | -------------------------------------- |
|                                        | Coureur                                | Pays                                   | Équipe                                 | Point(s)                               |
| 1er                                    | Alexey Lutsenko                        | Kazakhstan                             | Astana                                 | 20                                     |
| 2e                                     | Tony Gallopin                          | France                                 | AG2R La Mondiale                       | 17                                     |
| 3e                                     | Warren Barguil                         | France                                 | Arkéa-Samsic                           | 15                                     |
| 4e                                     | Vincenzo Nibali                        | Italie                                 | Bahrain-Merida                         | 13                                     |
| 5e                                     | Andrey Amador                          | Costa Rica                             | Movistar                               | 11                                     |
| 6e                                     | Simon Yates                            | Royaume-Uni                            | Mitchelton-Scott                       | 10                                     |
| 7e                                     | Gorka Izagirre                         | Espagne                                | Astana                                 | 9                                      |
| 8e                                     | Rigoberto Urán                         | Colombie                               | EF Education First                     | 8                                      |
| 9e                                     | Peio Bilbao                            | Espagne                                | Astana                                 | 7                                      |
| 10e                                    | Michael Woods                          | Canada                                 | EF Education First                     | 6                                      |
| 11e                                    | Laurens De Plus                        | Belgique                               | Jumbo-Visma                            | 5                                      |
| 12e                                    | Dylan van Baarle                       | Pays-Bas                               | Ineos                                  | 4                                      |
| 13e                                    | Daniel Martin                          | Irlande                                | UAE Emirates                           | 3                                      |
| 14e                                    | Patrick Konrad                         | Autriche                               | Bora-Hansgrohe                         | 2                                      |
| 15e                                    | Giulio Ciccone                         | Italie                                 | Trek-Segafredo                         | 1                                      |
| modifier                               |                                        |                                        |                                        |                                        |

| Arrivée d'étape Tignes (km 126,5) | Arrivée d'étape Tignes (km 126,5)         | Arrivée d'étape Tignes (km 126,5) | Arrivée d'étape Tignes (km 126,5) | Arrivée d'étape Tignes (km 126,5) |
| --------------------------------- | ----------------------------------------- | --------------------------------- | --------------------------------- | --------------------------------- |
|                                   | Coureur                                   | Pays                              | Équipe                            | Point(s)                          |
| 1er                               | Étape interrompue - Aucun point distribué |                                   |                                   |                                   |
| modifier                          |                                           |                                   |                                   |                                   |

|   | Coureur        | Pays        | Équipe           | Bonifications |
| - | -------------- | ----------- | ---------------- | ------------- |
| 1 | Egan Bernal    | Colombie    | Ineos            | 8 s           |
| 2 | Simon Yates    | Royaume-Uni | Mitchelton-Scott | 5 s           |
| 3 | Warren Barguil | France      | Arkéa-Samsic     | 2 s           |

|   | Coureur                                            | Pays                                               | Équipe                                             | Bonifications |
| - | -------------------------------------------------- | -------------------------------------------------- | -------------------------------------------------- | ------------- |
| 1 | Étape interrompue - Aucune bonification distribuée | Étape interrompue - Aucune bonification distribuée | Étape interrompue - Aucune bonification distribuée | 10 s          |
| 2 | Étape interrompue - Aucune bonification distribuée | Étape interrompue - Aucune bonification distribuée | Étape interrompue - Aucune bonification distribuée | 6 s           |
| 3 | Étape interrompue - Aucune bonification distribuée | Étape interrompue - Aucune bonification distribuée | Étape interrompue - Aucune bonification distribuée | 4 s           |

### Cols et côtes
| Côte de Saint-André (km 25) 3e catégorie (3,1km à 6,8%) | Côte de Saint-André (km 25) 3e catégorie (3,1km à 6,8%) | Côte de Saint-André (km 25) 3e catégorie (3,1km à 6,8%) | Côte de Saint-André (km 25) 3e catégorie (3,1km à 6,8%) | Côte de Saint-André (km 25) 3e catégorie (3,1km à 6,8%) |
| ------------------------------------------------------- | ------------------------------------------------------- | ------------------------------------------------------- | ------------------------------------------------------- | ------------------------------------------------------- |
|                                                         | Coureur                                                 | Pays                                                    | Équipe                                                  | Point(s)                                                |
| 1er                                                     | Daniel Martin                                           | Irlande                                                 | UAE Emirates                                            | 2                                                       |
| 2e                                                      | Peio Bilbao                                             | Espagne                                                 | Astana                                                  | 1                                                       |
| modifier                                                |                                                         |                                                         |                                                         |                                                         |

| Montée d'Aussois (km 38) 2e catégorie (6,5km à 6,2%) | Montée d'Aussois (km 38) 2e catégorie (6,5km à 6,2%) | Montée d'Aussois (km 38) 2e catégorie (6,5km à 6,2%) | Montée d'Aussois (km 38) 2e catégorie (6,5km à 6,2%) | Montée d'Aussois (km 38) 2e catégorie (6,5km à 6,2%) |
| ---------------------------------------------------- | ---------------------------------------------------- | ---------------------------------------------------- | ---------------------------------------------------- | ---------------------------------------------------- |
|                                                      | Coureur                                              | Pays                                                 | Équipe                                               | Point(s)                                             |
| 1er                                                  | Damiano Caruso                                       | Italie                                               | Bahrain-Merida                                       | 5                                                    |
| 2e                                                   | Tony Gallopin                                        | France                                               | AG2R La Mondiale                                     | 3                                                    |
| 3e                                                   | Vincenzo Nibali                                      | Italie                                               | Bahrain-Merida                                       | 2                                                    |
| 4e                                                   | Roman Kreuziger                                      | Tchéquie                                             | Dimension Data                                       | 1                                                    |
| modifier                                             |                                                      |                                                      |                                                      |                                                      |

| Col de la Madeleine (km 63,5) 3e catégorie (3,9km à 5,6%) | Col de la Madeleine (km 63,5) 3e catégorie (3,9km à 5,6%) | Col de la Madeleine (km 63,5) 3e catégorie (3,9km à 5,6%) | Col de la Madeleine (km 63,5) 3e catégorie (3,9km à 5,6%) | Col de la Madeleine (km 63,5) 3e catégorie (3,9km à 5,6%) |
| --------------------------------------------------------- | --------------------------------------------------------- | --------------------------------------------------------- | --------------------------------------------------------- | --------------------------------------------------------- |
|                                                           | Coureur                                                   | Pays                                                      | Équipe                                                    | Point(s)                                                  |
| 1er                                                       | Damiano Caruso                                            | Italie                                                    | Bahrain-Merida                                            | 2                                                         |
| 2e                                                        | Vincenzo Nibali                                           | Italie                                                    | Bahrain-Merida                                            | 1                                                         |
| modifier                                                  |                                                           |                                                           |                                                           |                                                           |

| Col de l'Iseran - Souvenir Henri Desgrange (km 89) Hors catégorie (12,9km à 7,5%) | Col de l'Iseran - Souvenir Henri Desgrange (km 89) Hors catégorie (12,9km à 7,5%) | Col de l'Iseran - Souvenir Henri Desgrange (km 89) Hors catégorie (12,9km à 7,5%) | Col de l'Iseran - Souvenir Henri Desgrange (km 89) Hors catégorie (12,9km à 7,5%) | Col de l'Iseran - Souvenir Henri Desgrange (km 89) Hors catégorie (12,9km à 7,5%) |
| --------------------------------------------------------------------------------- | --------------------------------------------------------------------------------- | --------------------------------------------------------------------------------- | --------------------------------------------------------------------------------- | --------------------------------------------------------------------------------- |
|                                                                                   | Coureur                                                                           | Pays                                                                              | Équipe                                                                            | Point(s)                                                                          |
| 1er                                                                               | Egan Bernal                                                                       | Colombie                                                                          | Ineos                                                                             | 40                                                                                |
| 2e                                                                                | Simon Yates                                                                       | Royaume-Uni                                                                       | Mitchelton-Scott                                                                  | 30                                                                                |
| 3e                                                                                | Warren Barguil                                                                    | France                                                                            | Arkéa-Samsic                                                                      | 24                                                                                |
| 4e                                                                                | Laurens De Plus                                                                   | Belgique                                                                          | Jumbo-Visma                                                                       | 20                                                                                |
| 5e                                                                                | Steven Kruijswijk                                                                 | Pays-Bas                                                                          | Jumbo-Visma                                                                       | 16                                                                                |
| 6e                                                                                | Geraint Thomas                                                                    | Royaume-Uni                                                                       | Ineos                                                                             | 12                                                                                |
| 7e                                                                                | Emanuel Buchmann                                                                  | Allemagne                                                                         | Bora-Hansgrohe                                                                    | 8                                                                                 |
| 8e                                                                                | Vincenzo Nibali                                                                   | Italie                                                                            | Bahrain-Merida                                                                    | 4                                                                                 |
| modifier                                                                          |                                                                                   |                                                                                   |                                                                                   |                                                                                   |

| \| Montée de Tignes (km 124,5) 1re catégorie (7,4km à 7,0%) \| Montée de Tignes (km 124,5) 1re catégorie (7,4km à 7,0%) \| Montée de Tignes (km 124,5) 1re catégorie (7,4km à 7,0%) \| Montée de Tignes (km 124,5) 1re catégorie (7,4km à 7,0%) \| Montée de Tignes (km 124,5) 1re catégorie (7,4km à 7,0%) \| \| -------------------------------------------------------- \| -------------------------------------------------------- \| -------------------------------------------------------- \| -------------------------------------------------------- \| -------------------------------------------------------- \| \| \| Coureur \| Pays \| Équipe \| Point(s) \| \| 1er \| Étape interrompue - Aucun point distribué \| \| \| \| \| modifier \| \| \| \| \| |                                           |      |        |          |
| Montée de Tignes (km 124,5) 1re catégorie (7,4km à 7,0%) |                                           |      |        |          |
| | Coureur                                   | Pays | Équipe | Point(s) |
| 1er | Étape interrompue - Aucun point distribué |      |        |          |
| modifier |                                           |      |        |          |

### Prix de la combativité
En raison de l'interruption de l'étape, aucun coureur ne reçoit le prix de la combativité.

## Classements à l'issue de l'étape

### Classement général
| Classement général | Classement général | Classement général | Classement général    | Classement général |
|                    | Coureur            | Pays               | Équipe                | Temps              |
| ------------------ | ------------------ | ------------------ | --------------------- | ------------------ |
| 1er                | Egan Bernal        | Colombie           | Ineos                 | en 78 h 0 min 42 s |
| 2e                 | Julian Alaphilippe | France             | Deceuninck-Quick Step | + 45 s             |
| 3e                 | Geraint Thomas     | Royaume-Uni        | Ineos                 | + 1 min 11 s       |
| 4e                 | Steven Kruijswijk  | Pays-Bas           | Jumbo-Visma           | + 1 min 23 s       |
| 5e                 | Emanuel Buchmann   | Allemagne          | Bora-Hansgrohe        | + 1 min 50 s       |
| 6e                 | Mikel Landa        | Espagne            | Movistar              | + 4 min 30 s       |
| 7e                 | Rigoberto Urán     | Colombie           | EF Education First    | + 5 min 9 s        |
| 8e                 | Nairo Quintana     | Colombie           | Movistar              | + 5 min 17 s       |
| 9e                 | Alejandro Valverde | Espagne            | Movistar              | + 6 min 25 s       |
| 10e                | Richie Porte       | Australie          | Trek-Segafredo        | + 6 min 28 s       |
| modifier           |                    |                    |                       |                    |

### Classement par points
| Classement par points | Classement par points | Classement par points | Classement par points | Classement par points |
| --------------------- | --------------------- | --------------------- | --------------------- | --------------------- |
|                       | Coureur               | Pays                  | Équipe                | Point(s)              |
| 1er                   | Peter Sagan           | Slovaquie             | Bora-Hansgrohe        | 309 points            |
| 2e                    | Elia Viviani          | Italie                | Deceuninck-Quick Step | 224 pts               |
| 3e                    | Sonny Colbrelli       | Italie                | Bahrain-Merida        | 203 pts               |
| 4e                    | Michael Matthews      | Australie             | Sunweb                | 201 pts               |
| 5e                    | Caleb Ewan            | Australie             | Lotto-Soudal          | 198 pts               |
| 6e                    | Matteo Trentin        | Italie                | Mitchelton-Scott      | 180 pts               |
| 7e                    | Jasper Stuyven        | Belgique              | Trek-Segafredo        | 157 pts               |
| 8e                    | Greg Van Avermaet     | Belgique              | CCC                   | 149 pts               |
| 9e                    | Julian Alaphilippe    | France                | Deceuninck-Quick Step | 119 pts               |
| 10e                   | Dylan Groenewegen     | Pays-Bas              | Jumbo-Visma           | 116 pts               |
| modifier              |                       |                       |                       |                       |

### Classement du meilleur jeune
| Classement général du meilleur jeune | Classement général du meilleur jeune | Classement général du meilleur jeune | Classement général du meilleur jeune | Classement général du meilleur jeune |
|                                      | Coureur                              | Pays                                 | Équipe                               | Temps                                |
| ------------------------------------ | ------------------------------------ | ------------------------------------ | ------------------------------------ | ------------------------------------ |
| 1er                                  | Egan Bernal                          | Colombie                             | Ineos                                | en 78 h 0 min 42 s                   |
| 2e                                   | David Gaudu                          | France                               | Groupama-FDJ                         | + 20 min 45 s                        |
| 3e                                   | Enric Mas                            | Espagne                              | Deceuninck-Quick Step                | + 52 min 53 s                        |
| 4e                                   | Laurens De Plus                      | Belgique                             | Jumbo-Visma                          | + 58 min 2 s                         |
| 5e                                   | Gregor Mühlberger                    | Autriche                             | Bora-Hansgrohe                       | + 1 h 3 min 48 s                     |
| 6e                                   | Giulio Ciccone                       | Italie                               | Trek-Segafredo                       | + 1 h 13 min 35 s                    |
| 7e                                   | Lennard Kämna                        | Allemagne                            | Sunweb                               | + 1 h 36 min 59 s                    |
| 8e                                   | Tiesj Benoot                         | Belgique                             | Lotto-Soudal                         | + 1 h 53 min 40 s                    |
| 9e                                   | Nils Politt                          | Allemagne                            | Katusha-Alpecin                      | + 2 h 2 min 44 s                     |
| 10e                                  | Gianni Moscon                        | Italie                               | Ineos                                | + 2 h 26 min 13 s                    |
| modifier                             |                                      |                                      |                                      |                                      |

### Classement du meilleur grimpeur
| Classement du meilleur grimpeur | Classement du meilleur grimpeur | Classement du meilleur grimpeur | Classement du meilleur grimpeur | Classement du meilleur grimpeur |
| ------------------------------- | ------------------------------- | ------------------------------- | ------------------------------- | ------------------------------- |
|                                 | Coureur                         | Pays                            | Équipe                          | Point(s)                        |
| 1er                             | Romain Bardet                   | France                          | AG2R La Mondiale                | 86 points                       |
| 2e                              | Tim Wellens                     | Belgique                        | Lotto-Soudal                    | 74 pts                          |
| 3e                              | Damiano Caruso                  | Italie                          | Bahrein-Merida                  | 67 pts                          |
| 4e                              | Simon Yates                     | Royaume-Uni                     | Mitchelton-Scott                | 59 pts                          |
| 5e                              | Egan Bernal                     | Colombie                        | Ineos                           | 58 pts                          |
| 6e                              | Nairo Quintana                  | Colombie                        | Movistar                        | 58 pts                          |
| 7e                              | Alexey Lutsenko                 | Kazakhstan                      | Astana                          | 45 pts                          |
| 8e                              | Steven Kruijswijk               | Pays-Bas                        | Jumbo-Visma                     | 40 pts                          |
| 9e                              | Thomas De Gendt                 | Belgique                        | Lotto-Soudal                    | 38 pts                          |
| 10e                             | Julian Alaphilippe              | France                          | Deceuninck-Quick Step           | 33 pts                          |
| modifier                        |                                 |                                 |                                 |                                 |

### Classement par équipes
| Classement par équipes | Classement par équipes | Classement par équipes | Classement par équipes |
|                        | Équipe                 | Pays                   | Temps                  |
| ---------------------- | ---------------------- | ---------------------- | ---------------------- |
| 1re                    | Movistar               | Espagne                | en 234 h 9 min 23 s    |
| 2e                     | Trek-Segafredo         | États-Unis             | + 28 min 45 s          |
| 3e                     | Ineos                  | Royaume-Uni            | + 57 min 42 s          |
| 4e                     | EF Education First     | États-Unis             | + 1 h 15 min 15 s      |
| 5e                     | Bora-Hansgrohe         | Allemagne              | + 1 h 17 min 30 s      |
| 6e                     | Groupama-FDJ           | France                 | + 1 h 28 min 9 s       |
| 7e                     | Jumbo-Visma            | Pays-Bas               | + 1 h 30 min 30 s      |
| 8e                     | AG2R La Mondiale       | France                 | + 1 h 51 min 55 s      |
| 9e                     | UAE Emirates           | Émirats arabes unis    | + 1 h 57 min 2 s       |
| 10e                    | Astana                 | Kazakhstan             | + 2 h 13 min 23 s      |
| modifier               |                        |                        |                        |

## Abandon
- Thibaut Pinot (Groupama-FDJ) : abandon[2]

## Le maillot jaune du jour
Chaque jour, un maillot jaune différent est remis au leader du classement général, avec des imprimés rendant hommage à des coureurs ou à des symboles qui ont marqué l'histoire de l'épreuve, à l'occasion du centième anniversaire du maillot jaune.
Le col de l'Iseran, perché à 2 770 mètres d’altitude, toit du Tour de France 2019, est sur le maillot jaune du jour.